# 6811 Kashcheev
A 6811 Kashcheev (ideiglenes jelöléssel 1976 QP) a Naprendszer kisbolygóövében található aszteroida. Nyikolaj Sztyepanovics Csernih fedezte fel 1976. augusztus 26-án.